# أنطونيو مورا (صحفي)
أنطونيو مورا (بالإنجليزية: Antonio Mora) هو صحفي ومذيع أخبار أمريكي، ولد في 14 ديسمبر 1957 في هافانا في كوبا.

## وصلات خارجية
- أنطونيو مورا على موقع IMDb (الإنجليزية)